# Campeonato Panamericano de Judo de 2010
El XXXV Campeonato Panamericano de Judo se celebró en San Salvador (El Salvador) entre el 9 y el 10 de abril de 2010 bajo la organización de la Confederación Panamericana de Judo.
En total se disputaron dieciocho pruebas diferentes, nueve masculinas y nueve femeninas.

## Resultados

### Masculino
| Evento            | Oro                           | Plata                                 | Bronce                                                             |
| ----------------- | ----------------------------- | ------------------------------------- | ------------------------------------------------------------------ |
| –55 kg            | Fredy López · El Salvador     | Aaron Fukuhara Estados Unidos         | Fermín Delgado · México · Youssef Youssef · Canadá                 |
| –60 kg            | Nabor Castillo · México       | Felipe Kitadai · Brasil               | Yosmani Piker · Cuba · Juan Postigos · Perú                        |
| –66 kg            | Bradford Bolen Estados Unidos | Carlos Figueroa Alarcón · El Salvador | Ricardo Valderrama · Venezuela · Leandro Cunha · Brasil            |
| –73 kg            | Nicholas Tritton · Canadá     | Antonio Rivas · Venezuela             | Ronald Girones · Cuba · Bruno Mendonça · Brasil                    |
| –81 kg            | Flávio Canto · Brasil         | Osmay Cruz · Cuba                     | Travis Stevens Estados Unidos Emmanuel Lucenti Argentina           |
| –90 kg            | Hugo Pessanha · Brasil        | Diego Rosati Argentina                | Alexandre Émond · Canadá · Garry St. Leger · Estados Unidos        |
| –100 kg           | Oreidis Despaigne · Cuba      | Leonardo Leite · Brasil               | Cristian Schmidt Argentina Kyle Vashkulat Estados Unidos           |
| +100 kg           | Óscar Brayson · Cuba          | Daniel Hernandes · Brasil             | Pablo Figueroa Carillo Puerto Rico Daniel McCormick Estados Unidos |
| Categoría abierta | Oreidis Despaigne · Cuba      | Leonardo Leite · Brasil               | Carlos Santiago Puerto Rico Orlando Baccino Argentina              |

### Femenino
| Evento            | Oro                            | Plata                            | Bronce                                                             |
| ----------------- | ------------------------------ | -------------------------------- | ------------------------------------------------------------------ |
| –44 kg            | Sandra Ivonne Sánchez · México | Stefany García · El Salvador     | Mónica Heredia · Ecuador · Alexa Liddie · Estados Unidos           |
| –48 kg            | Sarah Menezes · Brasil         | Dayaris Mestre · Cuba            | Edna Carrillo · México · Paula Pareto · Argentina                  |
| –52 kg            | Yulieth Sánchez · Colombia     | Yanet Bermoy Acosta · Cuba       | Wisneiby Machado · Venezuela · Jeanette Rodriguez · Estados Unidos |
| –57 kg            | Yurisleidy Lupetey · Cuba      | Marti Malloy Estados Unidos      | Joliane Melançon · Canadá · Josiane Falco · Brasil                 |
| –63 kg            | Yaritza Abel · Cuba            | Janine Nakao Estados Unidos      | Mariana Silva · Brasil · Diana Velasco · Colombia                  |
| –70 kg            | Kelita Zupancic · Canadá       | Helena Romanelli · Brasil        | Onix Cortés Aldama · Cuba · Verónica Mendoza · El Salvador         |
| –78 kg            | Mayra Aguiar · Brasil          | Yalennis Castillo Ramírez · Cuba | Catherine Roberge · Canadá · Kayla Harrison · Estados Unidos       |
| +78 kg            | Idalys Ortiz · Cuba            | Vanessa Zambotti · México        | Maria Altheman · Brasil · Melissa Mojica · Puerto Rico             |
| Categoría abierta | Idalys Ortiz · Cuba            | Vanessa Zambotti · México        | Maria Altheman · Brasil · Melissa Mojica · Puerto Rico             |

## Medallero
| Núm. | País           | Oro | Plata | Bronce | Total |
| ---- | -------------- | --- | ----- | ------ | ----- |
| 1    | Cuba           | 7   | 4     | 3      | 14    |
| 2    | Brasil         | 4   | 5     | 6      | 15    |
| 3    | México         | 2   | 2     | 2      | 6     |
| 4    | Canadá         | 2   | 0     | 4      | 6     |
| 5    | Estados Unidos | 1   | 3     | 7      | 11    |
| 6    | El Salvador    | 1   | 2     | 1      | 4     |
| 7    | Colombia       | 1   | 0     | 1      | 2     |
| 8    | Argentina      | 0   | 1     | 4      | 5     |
| 9    | Venezuela      | 0   | 1     | 2      | 3     |
| 10   | Puerto Rico    | 0   | 0     | 4      | 4     |
| 11   | Ecuador        | 0   | 0     | 1      | 1     |
| 11   | Perú           | 0   | 0     | 1      | 1     |
|      | TOTAL          | 18  | 18    | 36     | 72    |